# Микроволновая спектроскопия
Микроволновая спектроскопия (англ. microwave spectroscopy) — методика определения геометрического строения молекул по микроволновым спектрам, обусловленным переходами между вращательными энергетическими уровнями. 

## Описание
Определение таких параметров молекул, как дипольный момент и моменты инерции относительно главных осей методом микроволновой спектроскопии производится в подавляющем большинстве случаев путём анализа спектров поглощения электромагнитного излучения в диапазоне 10–40 ГГц, обусловленных переходами молекулы с одного вращательного энергетического уровня на другой.
Метод микроволновой спектроскопии является очень точным для сравнительно простых молекул, но с ростом молекулярной массы на точность метода начинает влиять колебательно-вращательное взаимодействие. С помощью этого метода были определены с высокой точностью геометрические параметры многих двух-, трех- и четырехатомных молекул, а также был исследован такой интересный эффект, как инверсия. Метод плохо применим для неполярных молекул и используется для исследования веществ только в газовой фазе.